# Ooctonus albiclavus
Ooctonus albiclavus is een vliesvleugelig insect uit de familie Mymaridae. De wetenschappelijke naam is voor het eerst geldig gepubliceerd in 2010 door Huber.